# Talaiot de sa Talaia
El talaiot de sa Talaia és un talaiot de planta circular, construït el període de la cultura talaiòtica, aïllat, situat just devora les cases de la possessió de sa Talaia, al municipi de Llucmajor, Mallorca.
Malgrat sigui un talaiot aïllat possiblement pertanyia a un poblat o centre cerimonial avui desaparegut, ja que hi ha restes no identificades als voltants. El seu estat de conservació és bo. Té 11,8 m de costat i 2,7 m d'alçada, el portal està orientat al sud. La cambra està tancada per enderrocs perquè no ha estat excavat ni emprat per altres usos. El portal i el passadís es troben ben conservats. Aquest fa una petita ziga-zaga i no apunta directament a la cambra.